# Tero Pitkämäki

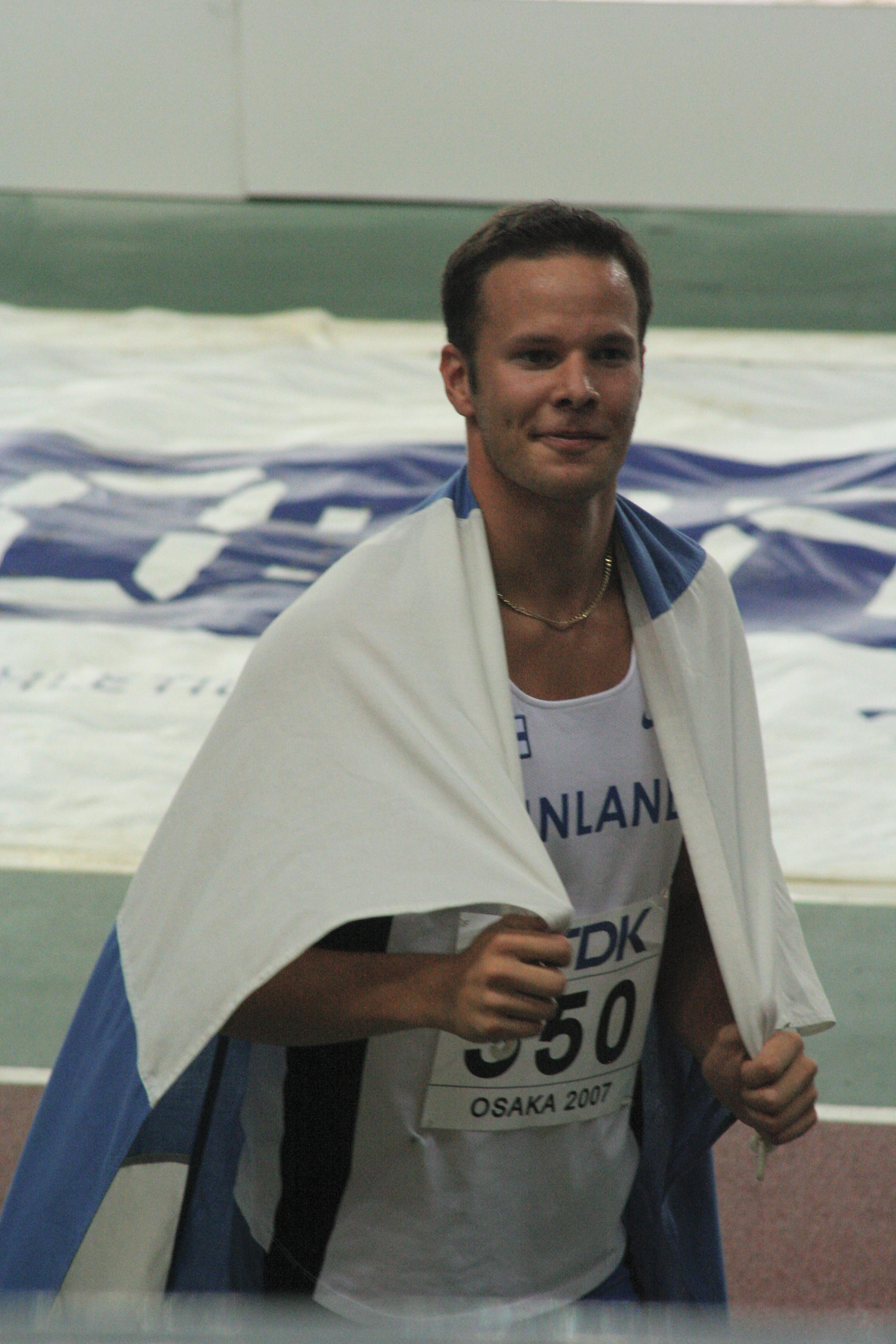
Tero Pitkämäki nach seinem Sieg bei den Weltmeisterschaften in Osaka

Tero Pitkämäki (Tero Kristian Pitkämäki; * 19. Dezember 1982 in Ilmajoki) ist ein ehemaliger finnischer Speerwerfer. Sein größter Erfolg war der Gewinn der Weltmeisterschaft 2007.
Mit 16 Jahren begann er mit dem Speerwurf. Nach einer kontinuierlichen Verbesserung vertrat er sein Land bei den Olympischen Spielen 2004 in Athen, wo er mit 83,01 m den achten Platz belegte.
Seine persönliche Bestleistung erzielte er am 26. Juni 2005 in Kuortane in Finnland mit 91,53 m. Damit galt er vor den Weltmeisterschaften 2005 in Helsinki als Favorit für den Sieg, wurde jedoch zur Enttäuschung der finnischen Zuschauer lediglich Vierter mit 81,27 m. Bei den Europameisterschaften 2006 in Göteborg belegte er hinter dem norwegischen Olympiasieger Andreas Thorkildsen den zweiten Platz.
Beim Golden League-Meeting in Rom am 13. Juli 2007 verließ Pitkämäkis Speer den Wurfsektor und traf den französischen Weitspringer Salim Sdiri in den Rücken. Sdiri wurde mit einer mehr als zehn Zentimeter tiefen Wunde ins Krankenhaus eingeliefert. Der Vorfall löste eine Diskussion über Sicherheitsvorkehrungen bei Leichtathletik-Wettkämpfen aus.
Bei den Weltmeisterschaften 2007 in Osaka gewann Pitkämäki am 2. September 2007 den Titel mit einer Weite von 90,33 m und verwies die Mitfavoriten Andreas Thorkildsen und Breaux Greer auf die Plätze. Ende des Jahres wurde er zu Europas Leichtathlet des Jahres und vor Kimi Räikkönen zum Sportler des Jahres in Finnland gewählt.
Bei den Olympischen Spielen 2008 in Peking gewann er mit 86,16 m die Bronzemedaille. 2009 erreichte Pitkämäki bei den Weltmeisterschaften in Berlin Platz 5. Ein Jahr später gewann er bei den Europameisterschaften 2010 in Barcelona mit 86,67 m die Bronzemedaille. Bei den Olympischen Spielen 2012 in London wurde er Fünfter. Bei Weltmeisterschaften war Pitkemäki noch zweimal erfolgreich: 2013 in Moskau wurde er Vizeweltmeister und 2015 in Peking gewann er die Bronzemedaille. In beiden Jahren wurde er erneut zu Finnlands Sportler des Jahres gewählt.
Im Juni 2018 erlitt Pitkämäki einen Kreuzbandriss. Im Oktober 2019 gab er seien Rücktritt vom Leistungssport bekannt.
Tero Pitkämäki hatte bei einer Größe von 1,95 m ein Wettkampfgewicht von 92 kg.